# Matra-Simca Bagheera
Matra-Simca Bagheera je športski automobil francuske inženjerske grupe Matra u suradnji s francuskim proizvođačem automobila Simca i dizajnom grčkoga dizajnera Antonisa Volanisa. Završne godine proizvodnje 1980., prodavala se kao Talbot-Matra Bagheera nakon povlačenja Chrysler Europe i preuzimanja od strane PSA. Ime je dobio po panteri iz „Knjige o džungli“ književnika Rudyarda Kiplinga. Bagheera je nastala pomoću Simca komponenti, uključujući motor, mjenjač i elemente ovjesa.
U Bagheeri, karoserija je od poliestera, montirana na čeličnu konstrukciju. Oblikovana je u obliku elegantnog hatchbacka, sa stražnjim vratašcima koja su omogućila pristup u motor montiran iza sjedala. Postojao je samo jedan red s tri sjedala bez stražnjega sjedala. Bagheera je jedan od rijetkih športskih automobila s tri sjedala naprijed.
Kada je započela prodaja 1973., Bagheera je bila dostupan samo uz 1,3 L redni-4 motora, koji je pripadao tipu motora Simca Type 315. Godine 1975., raspon je dopunjena s 1,5 L verzijom istog motora. Godine 1976., Bagheera je doživjela veliki redizajn. Druga promjena se dogodila 1978., kada je ponovno promijenjena armaturna ploča, a 1979. Bagheera je dobila uobičajenu ručke vrata u zamjenu za prethodnu "skrivenu". 
Proizvodnja Bagheere završila je 1980., kada ju zamjenjuje Matra Murena bolje kvalitete. Do tada je ukupno proizvedeno 47,802 primjeraka Bagheere. Zbog problema u izradi i korozije, rijetki primjerci postoje i danas.
Bagheera je također poznata kao jedan od rijetkih automobila u svijetu, koji je imao U motor, ali samo kao prototip.